# Macroespacio
El macroespacio en literatura es el lugar amplio donde transcurre toda una obra, independientemente del lugar donde estén los personajes. Así una novela transcurre en casa del protagonista, en el metro, en el estadio de fútbol, un museo, en casa de la novia... eso son microespacios pero esos lugares están ubicados en un macroespacio que es, en este ejemplo una ciudad, cuyo nombre puede ser explícito o no.
Por ejemplo, La Celestina transcurre en un espacio urbano realista pero no identificado, mientras que San Manuel Bueno, mártir transcurre en Valverde de Lucerna, lugar imaginario, pero totalmente explícito.
- Datos: Q11690166